# 玛尔哈恩主义
玛尔哈恩主义，又译无产阶级主义，是一种由印度尼西亚第一任总统苏加诺创造和发展的社会主义政治意识形态。它源于马克思主义思想，并根据印度尼西亚的自然和文化进行调整，简而言之就是“适应印度尼西亚条件的马克思主义”。
玛尔哈恩主义是马克思主义的一种变体，强调民族团结、文化、集体经济和民主权利，并谴责自由主义和个人主义。它确立为一种反资本主义和反帝国主义的意识形态，同时结合了西方和东方的原则。玛尔哈恩主义是印度尼西亚民族党的指导意识形态。它对邻近的马来西亚的左翼民族主义也产生了重大影响，如马来亚马来国民党以及后来的马来西亚人民党和马来西亚无产阶级党。
有说法认为，该意识形态得名于苏加诺在万丹附近遇见过的名叫“玛尔哈恩”的农民。然而，这被证明是一个神话，因为这个词语早在苏加诺第一次去万丹之前，就已被伊斯兰联盟用来描述普通人。无论如何，苏加诺开始称农业阶级的成员为“玛尔哈恩”，始于1930年他作的“印度尼西亚控诉”演讲，用来代替“无产阶级”一词，因为他认为后者与印度尼西亚的情况无太多关联。苏加诺将“无产阶级”定义为不拥有生产资料的工人阶级成员，并指出尽管许多印度尼西亚农民生活贫困，但他们拥有自己的生产资料，并主要为自己使用。
玛尔哈恩主义本质上是一种斗争意识形态，源于社会民族主义、社会民主主义和苏加诺信仰中的文化神性。根据玛尔哈恩主义的观点，为了实现经济独立，摆脱其他方面的剥削，每个人或家庭都需要生产要素或资本。这些生产要素可以是土地、机器或工具。在现代背景下，车辆、信息技术设备、厨房用具和电子商品都可以有效地作为资本或生产要素。尽管资本的规模可能不大，但拥有一定的资本对于确保个人或家庭在经济上的独立是必要的。与资本主义不同，玛尔哈恩主义中的资本并不是为了囤积或增值，而是为了满足生活必需品并产生剩余。农民种植作物来养活自己的家庭，然后将剩余的部分出售到市场上。裁缝、工匠和劳动者生产商品，其中一部分将自用，剩余部分当然会出售。理想情况下，首先应满足自给自足的要求，然后再服务于市场。这意味着，当工人、工匠或农民生产的商品不被自己消费时，他们只是为他人提供生产要素，这使他们容易受到市场的操控或剥削。在玛尔哈恩主义经济体系中，总体而言，需求不必要的商品将不会被生产，因为人们和家庭必须首先确保自己的需求状况和水平，然后才能进行任何生产。当需求非常明确时，新的产品创新才会出现。这一方法鼓励实现效率，防止资源浪费和消费主义态度。因为它的功能仅是产生剩余，现有的资本不能被囤积或挪用，从而抑制其他方面的经济增长和发展。苏加诺所提到的玛尔哈恩主义可以与大卫·麦克利兰在1970年代提出的创业理论方法进行比较，后者几乎是在1950年后提出的。不同之处在于，麦克利兰更强调人们或小企业家的成就需求或向上发展的意愿，因此实际上是由功能性的方法主导。苏加诺对“玛尔哈恩”（农民和小商贩）的看法实际上是结构性的，通过培养一种进步的革命态度来实现。